# Strongyloidea
Die Strongyloidea sind eine Überfamilie der Fadenwürmer mit 3318 Arten in vier Familien. Es handelt sich größtenteils um Darmparasiten bei Pflanzenfressern, einige Arten kommen im Atmungs- und Harnapparat vor. Die Strongyloidea sind eine sehr alte Parasitengruppe, die 75 Millionen Jahre an Wirte angepasst ist. Mit Ausnahme der Vertreter der Syngamidae sind alle Arten stark wirtsspezifisch. Die Strongyloidea haben eine große Mundhöhle, auf deren Morphologie ursprünglich die weitere Untergliederung erfolgte. Weibchen haben einen dreiteiligen Ovijektor, der entweder Y-förmig (Typ 1) oder J-förmig (Typ 2) ist. Die alleinige Untergliederung anhand morphologischer Merkmale ist zum Teil artifiziell. Neuere systematische Ansätze schließen daher auch die Evolution des Wirts, zoogeographische Aspekte und das befallene Organsystem ein. Die Weibchen geben ovale, glattschalige Eier ab, die mit den Körperscheidungen in die Außenwelt gelangen und in denen sich schnell eine infektiöse Larve entwickelt.

## Systematik
Die Überfamilie gehören in der klassischen Systematik folgende vier Familien:
- Chabertiidae Popova, 1952
- Deletrocephalidae Railliet & Henry, 1916
- Strongylidae Baird, 1853
- Syngamidae Leiper, 1912 (Baylis & Daubney, 1926)

In der 2022 von Hodda vorgelegten Systematik sind drei dieser Familien zu Unterfamilien herabgestuft worden. Er unterscheidet:
- Ancylostomatidae Looss, 1905 (Looss, 1911)
- Metastrongylidae Molin, 1861
- Strongylidae Baird, 1853
- Trichostrongylidae Leiper, 1908 (Leiper, 1912)